# 道の駅ごいせ仁摩
道の駅ごいせ仁摩（みちのえき ごいせにま）は、島根県大田市仁摩町大国にある島根県道31号仁摩邑南線の道の駅である。

## 概要
大田市にある道の駅では、久手町にある「ロード銀山」に次ぐ2か所目で、島根県内では29番目の道の駅となる。石見銀山や仁摩サンドミュージアムが近くにある。
大田市の特産物の石州瓦やスギ材を建材に使っており、伝統文化でもある石見神楽が上演可能な屋根付きステージが併設されている。なお、このステージは2021年に大田市で開催された第71回全国植樹祭の「お野立所」（おのだてしょ）を移設したものである。
名称の由来は、石見地方の方言で「いらっしゃいませ」の意味の「ごいせ」と町の名前である「仁摩」を合わせたもので、公募で決まった。当初は2021年秋に開業を予定していたが、木材不足に伴う工期の遅れにより、当初より遅れて2022年1月29日に開駅した。

## 施設
- 駐車場 137台
- トイレ 27器
- キッズトイレ
- 一般施設（物販・直販、9:00 - 18:00）
- レストラン（11:00 - 17:00）
- 屋根付ステージ[2]
- 非常用電源[2]
- マンホールトイレ[2]
- EV充電施設
- RVパーク（車中泊が可能、予約制）[5]
- ドッグラン[5]

### 管理団体
- 設置者：大田市
- 指定管理者：サクセス山陰[3]
  - 指定管理者や駅長は全国から公募で選定された[2]。

## 休館日
- 毎週火曜日

## アクセス
- 島根県道31号仁摩邑南線 - 登録路線
  - E9 山陰自動車道（仁摩温泉津道路） 37 仁摩・石見銀山IC[2][3][4][5]